# Марушићи (Бује)
Марушићи (итал. Plovania) је насељено место у Републици Хрватској у Истарској жупанији. Административно је у саставу Града Буја.
Настанак насеља је највероватније везано за XVI век и насељавање овог подручја Словенима. Кај је био насељен и раније, о чему сведоче делови праистиријске керамике пронађени у оближњој шпиљи.

## Становништво
Према задњем попису становништва из 2001. године у насељу Марушићи живело је 179 становника који су живели у 63 породична домаћинстава.
Кретање броја становника по пописима 1857—2001.
| година пописа  | 1857. | 1869. | 1880. | 1890. | 1900. | 1910. | 1921. | 1931. | 1948. | 1953. | 1961. | 1971. | 1981. | 1991. | 2001. |
| бр. становника | 256   | 271   | 294   | 349   | 353   | 379   | 403   | 401   | 493   | 370   | 334   | 157   | 153   | 164   | 179   |

Напомена:У 1869. и од 1890. до 1931. садржи податке за бивше насеље Сорбар.

## Знаменитости
Уз Дом културе простире се парк Форма Вива настао 1980. године захваљујући Међународној летној кипарској колонији 'Корнарија' која је радила у напуштеном каменолому. Иницијатива је покренута од Обалне галерије Пиран а почела је доласком студената Уметничке школе Свет Мартин из Лондона. Касније је у колонинији поред студената учествовало више познатих кипара из целог света. Преко 40 скулптура насталих у колонији нашло је своје место у околини усред крашких пејзажа.
Од парка води узани пут до напуштеног насеља Сорбар у којем се налазе две средњовековне црквице. Мала гробљанска црква св. Луције има на прочељу звоник на преслицу и мали трем подупрт са два осмоугаона ступа. Унутрашњост је врло једноставна с модерним олтаром у вишебојном мрамору. Слике св. Луције, св. Себастијана и Девице с Дететом потписана су F. Quajati,1872.

## Спорт
У Марушићима у саставу КУД Братство раде:
НК Марушићи са две екипе: сениора и ветерана,
Боћарски клуб Марушићи, који има 22 члана и такмичи се у Општинској лиги Бујиштине.